# نصیر عصار
سید نصیرالدین عصار (زاده ۱۳۰۴ در تهران - درگذشته ۱۳۹۴ در مریلند)، دیپلمات و سیاستمدار اهل ایران بود.

## زندگی‌نامه
او فرزند سید محمدکاظم عصار بود و نزد او دروس اسلامی آموخت و در دانشگاه تهران به تحصیل حقوق قضایی پرداخت. در ۱۳۲۴ به خدمت وزارت امور خارجه درآمد و در مناصبی چون دبیر اول سفارت ایران در آنکارا، معاون سرکنسول در نیویورک، و مستشار سفارت در هیئت نمایندگی ایران در سازمان ملل متحد مشغول به کار بود. عصار در ۱۳۴۲ به مدیرکلی نخست‌وزیری رسید.
در ۱۳۵۰ به دبیر کلی سازمان سنتو (پیمان بغداد) منصوب شد و تا ۱۳۵۴ در آن سمت بود. سپس تا انقلاب ۱۳۵۷ قائم مقام وزارت امور خارجه را در امور سیاسی و پارلمانی بود. پس از انقلاب ۱۳۵۷ به حومه واشینگتن نقل مکان کرد و تا پایان عمر در آنجا ماند.
همسر عصار دختر سرلشکر نصرت‌الله معتضدی و از طریق مادر، نوه عبدالحسین میرزا فرمانفرما بود.